# 유리 페디킨
유리 니콜라예비치 페디킨(러시아어: Ю́рий Никола́евич Фе́дькин, 1960년 10월 6일~)은 러시아의 사격 선수, 지도자로 주 종목은 소총이다. 1992년 하계 올림픽에서 남자 10m 공기소총 금메달을 획득했다.